# フルトン (アラバマ州)
フルトン (Fulton) は、アメリカ合衆国アラバマ州クラーク郡に位置する町である。2000年現在の国勢調査で、ここ町の人口は308人である。

## 地理
フルトンは、北緯31度47分25.642秒、西経87度43分58.544秒 (31.790456, -87.732929) に位置している。
アメリカ合衆国統計局によると、この町は総面積6.4 km2 (2.5 mi2) である。このうち6.4 km2 (2.5 mi2) が陸地で水地域は存在しない。

## 人口動静
2000年現在の国勢調査で、この都市は人口308人、122世帯、及び87家族が暮らしている。人口密度は47.8/km² (123.6/mi²) である。21.6/km² (55.8/mi²) の平均的な密度に139軒の住宅が建っている。この町の人種的な構成は白人82.14%、アフリカン・アメリカン17.86%、ネイティブ・アメリカン0.00%、アジア0.00%、太平洋諸島系0.00%、その他の人種0.00%、及び混血0.00%である。ここの人口の0.00%はヒスパニックまたはラテン系である。
122世帯のうち、38.5%が18歳未満の子供と一緒に生活しており、59.0%は夫婦で生活している。9.8%は未婚の女性が世帯主であり、27.9%は家族以外の住人と同居している。27.0%は独身の居住者が住んでおり、18.0%は65歳以上で独居である。1世帯の平均人数は2.52人であり、家庭の場合は、3.07人である。
人口の28.2%が18歳未満で、8.8%が18歳から24歳、27.6%が25歳から44歳、18.8%が45歳から64歳、16.6%が65歳以上である。平均年齢は34歳である。女性100人に対し、91.3人が男性である。18歳以上の女性100人に対し、84.2人が18歳以上の男性である。
この町の世帯ごとの平均的な収入は23,750 USドルであり、家族ごとの平均的な収入は33,500 USドルである。男性は29,107 USドルに対して女性は15,417 USドルの平均的な収入がある。この町の一人当たりの収入 (per capita income) は12,602 USドルである。人口の17.8%及び家族の11.8%は貧困線以下である。全人口のうち18歳未満の22.9%及び65歳以上の16.7%は貧困線以下の生活を送っている。